# Rothia viossati
Rothia viossati är en fjärilsart som beskrevs av Sergius G. Kiriakoff och Pierre E.L. Viette 1973. Rothia viossati ingår i släktet Rothia och familjen nattflyn. Inga underarter finns listade.